# بيرند كلوغ
بيرند كلوغ (بالألمانية: Bernd Klug)‏ هو ضابط ألماني، ولد في 12 ديسمبر 1914 في بارمن في ألمانيا، وتوفي في 15 يونيو 1975 في كيل في ألمانيا.